# Rinako Inaki
Rinako Inaki (稲木 理奈子, Inaki Rinako) est une gymnaste rythmique japonaise, née le 22 avril 2003 à Kumamoto (Japon).

## Palmarès

### Championnats du monde
- Kitakyūshū 2021
  -  Médaille de bronze en groupe 5 ballons.
  -  Médaille de bronze en groupe 3 cerceaux + 4 massues.